# Daniel Fernández Artola
Daniel Fernández Artola (Barcellona, 20 gennaio 1983) è un ex calciatore spagnolo, di ruolo difensore.